# PP Весов
PP Весов (лат. PP Librae) — одиночная переменная звезда в созвездии Весов на расстоянии (вычисленном из значения параллакса) приблизительно 18510 световых лет (около 5675 парсеков) от Солнца. Видимая звёздная величина звезды — от +12,1m до +11,5m.

## Характеристики
PP Весов — оранжевая пульсирующая полуправильная переменная звезда типа SRB (SRB) спектрального класса K. Эффективная температура — около 3816 К.